# Ambrosia (mitologie)

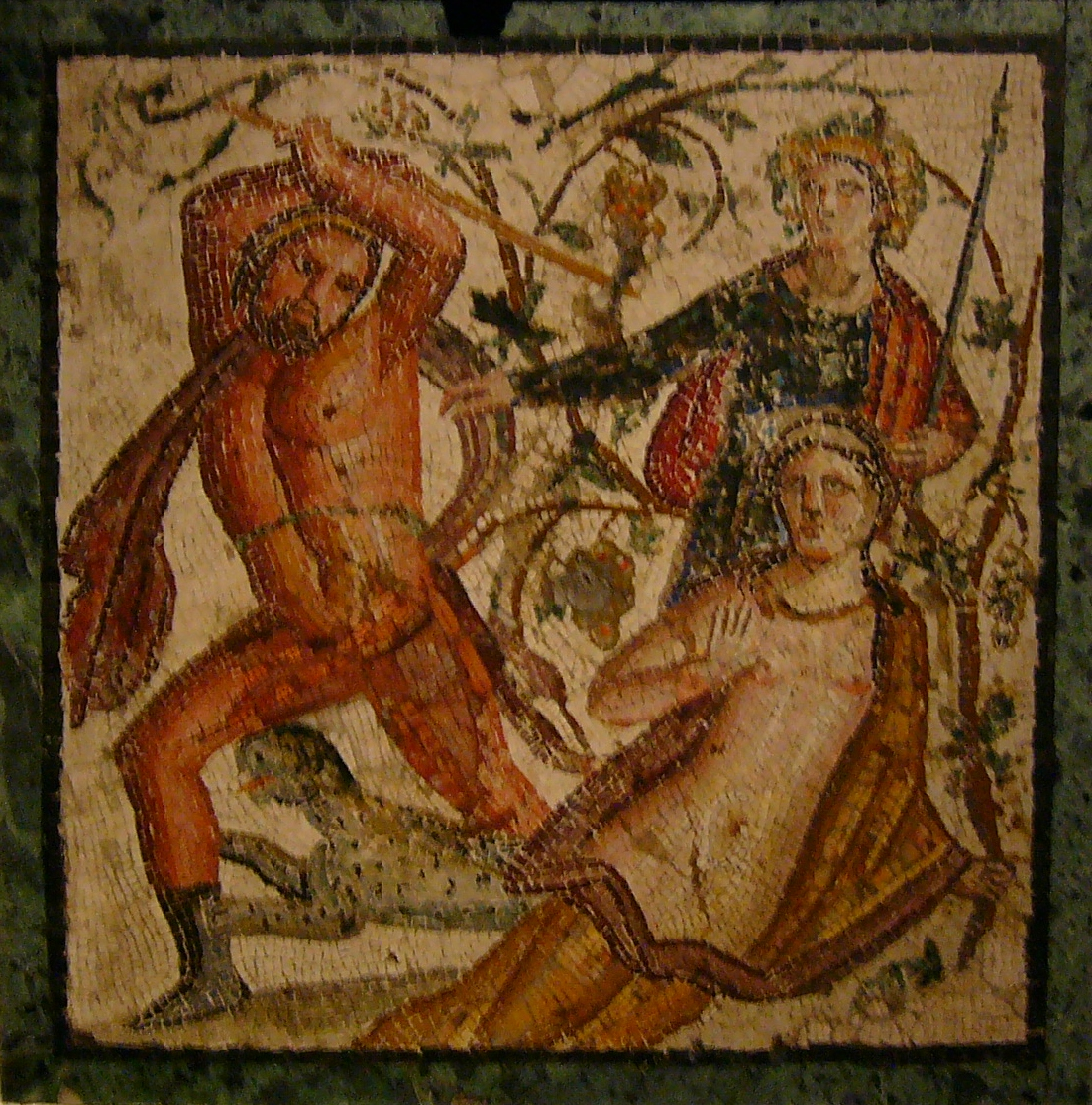
Regele trac Licurg atacând-o pe nimfa Ambrosia (mozaic roman din Herculaneum, 45–79 î.Hr.)

În mitologia greacă, Ambrosia (în greaca veche: Ἀμβροσία) a fost una dintre nimfele Hiade, fiicele oceanidei Pleione și ale titanului Atlas. E amintită printre nimfele legate de Oracolul din Dodona, dar e cunoscută mai ales ca însoțitoare a zeului Dionis.